# Gebietskirche
Gebietskirchen sind Gebietskörperschaften der Neuapostolischen Kirche (NAK). Im juristischen Sinne stellen diese die Bausteine der Gesamtkirche dar.

## Struktur und Aufgaben
Die Gebietskirchen umfassen meist das Territorium eines Staates (z. B. Gebietskirche Schweiz), zuweilen auch nur das Territorium eines oder mehrerer Landesteile bzw. Glied- oder Bundesstaaten (z. B. Gebietskirche Westdeutschland). Je nach Staat weisen die Gebietskirchen unterschiedliche rechtliche Formen auf. In Deutschland sind die Gebietskirchen beispielsweise als Körperschaften des öffentlichen Rechts organisiert, in der Schweiz als Verein.
Eine Gebietskirche untersteht einem Bezirksapostel, der juristisch meist als deren Kirchenpräsident auftritt und für deren organisatorische und seelsorgerische Leitung zuständig ist. In der Regel sind die Gebietskirchen untergliedert in Arbeitsbereiche von Aposteln und Bischöfen, welche wiederum in Kirchenbezirke aufgeteilt sind. Die Kirchenbezirke fassen mehrere Kirchgemeinden einer Region zusammen.
Ein Bezirksapostel ist in der Regel für mehrere Gebietskirchen verantwortlich. Sein territorialer Zuständigkeitsbereich wird als Bezirksapostelbereich bezeichnet.
Eine Gebietskirche regelt normalerweise alle ihre administrativen und pastoralen Angelegenheiten selbständig, sofern sie über die dafür notwendigen Mittel verfügt. Kleinere Gebietskirchen in Missionsländern werden diesbezüglich häufig durch eine größere Gebietskirche des betreffenden Bezirksapostelbereichs unterstützt. Theologische Entscheidungen werden hingegen nur nach internationalem Konsens getroffen, wozu die Gebietskirchen über die verantwortlichen Bezirksapostel Vorschläge einbringen können (z. B. auf den jährlichen Versammlungen aller Bezirksapostel).

## Historische Entwicklung
Schon in den katholisch-apostolischen Gemeinden, aus denen sich später die NAK entwickelte, wurde jedem der damals zwölf Apostel ein lokaler Tätigkeitsbereich zugeordnet. Dieser wurde in Anlehnung an die „Zwölf Stämme Israels“ als „Stamm“ bezeichnet.
Auch in der frühen neuapostolischen Bewegung wurde dieser Terminus übernommen. So wurden einzelne lokale Tätigkeitsgebiete mit Namen eines biblischen Stammes benannt. Dieser Terminus wandelte sich bald in „Apostolat“, da die Anzahl der zu betreuenden Bereiche stetig anstieg.
Etwa um die Jahrhundertwende zum 20. Jahrhundert wurde dieser Begriff durch den Ausdruck „Apostelbezirk“ verdrängt. Die Apostelbezirke wurden nach dem Wohnort des Apostels, bzw. dem Sitz der kirchlichen Verwaltung benannt (vergleichbar mit der Benennung einer römisch-katholischen Diözese). In den 1980er Jahren setzte sich durch, dass die Apostelbezirke nicht mehr den Namen einer Stadt, sondern den eines Landes bzw. Bundeslandes tragen.
Seit etwa Mitte der 1990er Jahre ist die Bezeichnung Gebietskirche geläufig, auch in Anlehnung an die evangelischen Landeskirchen.
Die Anzahl neuapostolischer Gebietskirchen hat sich im Laufe der Zeit oftmals verändert. Gerade in Deutschland ist die Zahl der Gebietskirchen in den letzten zwanzig Jahren gesunken. Etliche Gebietskirchen sind miteinander verschmolzen und existieren somit nicht mehr. So gab es z. B. die ehemals selbständigen Gebietskirchen Baden, Bayern und Württemberg, Bremen, Mecklenburg, Rheinland-Pfalz, Sachsen-Anhalt und Sachsen-Thüringen, die heute zu großen Gebietskirchen zusammengefasst wurden.
Auf der anderen Seite wird der Entwicklung der Neuapostolischen Kirche dadurch Rechnung getragen, dass neue Gebietskirchen geschaffen werden. So entstanden beispielsweise zwei voneinander selbständige Gebietskirchen in Nordamerika (Kanada und USA).